# Leigh Leopards
Leigh Leopards es un equipo profesional de rugby league de Inglaterra con sede en la ciudad de Leigh del Gran Mánchester.
Participa anualmente en la Super League, la principal competición de la disciplina en el país.
El equipo hace como local en el Leigh Sports Village, con una capacidad de 12.005 espectadores.

## Historia
El equipo fue fundado en 1878, siendo uno de los clubes fundadores de la Rugby Football League, la asociación inglesa de rugby league.
El equipo participó en la primera edición del campeonato inglés de rugby league, finalizando en la 9° posición.
Durante su larga historia, el club ha logrado 2 campeonatos nacionales y 2 copas nacionales.
El 20 de octubre de 2022, el club cambia su nombre Leigh Centurions por el actual Leigh Leopards.

## Palmarés
- Super League (2): 1905-06, 1981-82
- Challenge Cup[2] (3): 1921, 1971, 2023
- RFL Championship (5): 2004, 2014, 2015, 2016, 2022
- RFL 1895 Cup (1): 2022
- RFL Championship Second Division (3): 1976-77, 1985–86, 1988–89
- Championship Cup (4): 2004, 2006, 2011, 2013